# Ridgeland (Mississippi)
Ridgeland é uma cidade localizada no estado americano do Mississippi, no Condado de Madison.

## Demografia
Segundo o censo americano de 2000, a sua população era de 20.173 habitantes.
Em 2006, foi estimada uma população de 21.535, um aumento de 1362 (6.8%).

## Geografia
De acordo com o United States Census Bureau tem uma área de
45,9 km², dos quais 41,2 km² cobertos por terra e 4,7 km² cobertos por água. Ridgeland localiza-se a aproximadamente 98 m acima do nível do mar.

## Localidades na vizinhança
O diagrama seguinte representa as localidades num raio de 20 km ao redor de Ridgeland.